# Hope Holiday
Hope Holiday (* 30. November 1930 in New York City, New York als Hope Jane Zee) ist eine US-amerikanische ehemalige Schauspielerin und Filmproduzentin.

## Leben und Karriere
Holiday wurde in eine Familie russisch-jüdischer Herkunft in New York geboren. Ihr Vater Allan Zee war ein bekannter Entertainer sowie späterer Theaterproduzent. Sie wählte den Künstlernamen Hope Holiday in Anlehnung an Judy Holliday, als sie 1954 in einer von ihrem Vater mitproduzierten Show auftrat und er nicht wollte, dass ihre Besetzung wie Vetternwirtschaft wirkte. Hope Holiday war in den 1940er- und 1950er-Jahren in vielen Shows am Broadway zu sehen, darunter Guys and Dolls und Li'l Abner, aber zumeist in kleineren Rollen. Ende der 1950er-Jahre wandte sie sich dem Filmgeschäft zu.
Ihren wohl bekanntesten Auftritt absolvierte Holiday 1960 in einer auffälligen Nebenrolle in Billy Wilders Filmklassiker Das Appartement. Hier spielte sie die einsame und selbstmitleidige Margie MacDougall, die gemeinsam mit Jack Lemmons Figur den Weihnachtsabend verbringt. Drei Jahre später war Holiday – erneut unter Wilders Regie und mit Lemmon sowie Shirley MacLaine als Filmpartnern – in der Komödie Das Mädchen Irma la Douce zu sehen, in der sie eine Pariser Prostituierte namens Lolita spielte. Auch ansonsten war Holiday häufig auf komödiantisch angehauchte Nebenrollen abonniert, so in Ich bin noch zu haben (1961) mit Jerry Lewis und als etwas einfältige Tänzerin Sister in dem Western Nebraska (1965) an der Seite von Glenn Ford und Henry Fonda. Bis in die 1980er-Jahre trat Holiday in insgesamt über 30 Film- und Fernsehproduktionen als Schauspielerin in Erscheinung.
In den 1980er-Jahren betätigte sie sich als Filmproduzentin an einer Reihe von B-Filmen. In Südafrika produzierte sie Ende der 1980er-Jahre den Science-Fiction-Film Space Mutiny und den Actionfilm Guerilla Force mit Oliver Reed. In mehreren dieser B-Filme spielte Cameron Mitchell mit, der sie zu einer Zweitkarriere als Filmproduzentin ermuntert hatte. Inzwischen ist Holiday seit mehreren Jahrzehnten im Ruhestand. Von 1967 bis zu dessen Tod war sie in zweiter Ehe mit dem Schauspieler Frank Marth (1922–2014) verheiratet.

## Filmografie (Auswahl)
Nur als Schauspielerin
- 1959: Li’l Abner
- 1960: Das Appartement (The Apartement)
- 1961: Ich bin noch zu haben (The Ladies Man)
- 1963: Das Mädchen Irma la Douce (Irma La Douce)
- 1964: Das große Abenteuer (The Great Adventure; Fernsehserie, Folge The President Vanishes)
- 1965: Nebraska
- 1969: Süß, aber ein bißchen verrückt (That Girl; Fernsehserie, 2 Folgen)
- 1974: How to Seduce a Woman
- 1977: Die Zwei mit dem Dreh (Switch; Fernsehserie, Folge Portraits of Death)
- 1980: Vegas (Fernsehserie, Folge Siege of the Desert Inn)
- 1980: The Last Reunion
- 1982: Jäger des tödlichen Jade (Raw Force)

Als Produzentin
- 1981: Texas Lightning (zudem als Schauspielerin)
- 1984: Killpoint (zudem als Schauspielerin und Casting Director)
- 1984: Go for the Gold
- 1984: Deadly Weapon – Ein Mann für Gerechtigkeit (Low Blow; zudem als Schauspielerin)
- 1987: Code Name Hellfire
- 1988: Space Mutiny
- 1988: Guerilla Force (Rage to Kill)
- 1990: Return to Justice